# باشگاه فوتبال یوونتوس (بلیز)
باشگاه فوتبال یوونتوس یک تیم فوتبال از بلیز واقع در اورنج واک تاون بود که در حال حاضر در لیگ برتر فوتبال بلیز رقابت می‌کند. ورزشگاه خانگی آنها ورزشگاه اورنج واک مردم است.
این باشگاه ۵ بار قهرمان لیگ بلیز شده است.